# Pseudoheptura
Pseudoheptura is een geslacht van steenvliegen uit de familie Austroperlidae. De wetenschappelijke naam van het geslacht is voor het eerst geldig gepubliceerd in 1973 door Riek.

## Soorten
Pseudoheptura omvat de volgende soorten:
- Pseudoheptura picta Riek, 1973